# 蕾蜜·海德利
蕾蜜·海德利是福克斯電視網出品的電視劇《豪斯醫生》中的重要角色之一，扮演者為奧利維亞·魏爾德。她是醫學士，曾是格里高利·豪斯醫生的第二批診斷小組的成員。該人物的綽號，Thirteen，來自於《正確的事》，當她在普林斯頓教學醫院爭奪組員位置時的號碼牌。
該劇把Thirteen定義為一個神秘的，絕不會告訴別人自己私人信息的角色。她的姓，海德利，在第四季的倒數第二集才被提到，而她的名字，蕾蜜，在第五季才被提到。在第四季時，蕾蜜告訴豪斯，她的母親因亨丁頓舞蹈症而去世。之後她做了測試，發現自己身上也帶有相同的基因。扮演者奧利維亞提到該角色確實是一個雙性戀。蕾蜜·海德利被AfterEllen.com評為五十大同性和雙性戀角色之一。